# Plavecký bazén Ostrava-Poruba
Plavecký bazén Ostrava–Poruba je krytý plavecký areál ve správě městské společnosti SAREZA, nacházející se v ostravském městském obvodu Poruba. Objekt představuje výrazný příklad pozdně modernistické architektury 80. let 20. století, která se vyznačuje strohou estetikou, použitím odhalených konstrukčních prvků a důrazem na materiálovou výraznost.

## Historie
Původní záměr počítal s výstavbou krytého plaveckého bazénu v lokalitě dnešního zimního stadionu v blízkosti Hlavní třídy. Nakonec však byla jako vhodnější vybrána přirozená úžlabina podél ulice Gen. Sochora. Projekt stavby vznikl již v roce 1967 a o rok později byly zahájeny zemní práce a budování inženýrských sítí. Dokončení výstavby se původně předpokládalo v roce 1971, ale hlavní dodavatel projekt nepřevzal, což výstavbu výrazně zpozdilo.[zdroj?]
Stavba pokračovala až od roku 1985 podle návrhu architekta Antonína Buchty. Slavnostní otevření a zahájení provozu proběhlo dne 29. dubna 1987. Podle kroniky městského obvodu Poruba se jednalo o nejvýznamnější událost toho roku. Po školním bazénu v areálu tehdejšího Hornického učiliště (dnešní Střední škola prof. Zdeňka Matějčka) šlo o druhý krytý bazén v Porubě.[zdroj?]

## Architektura

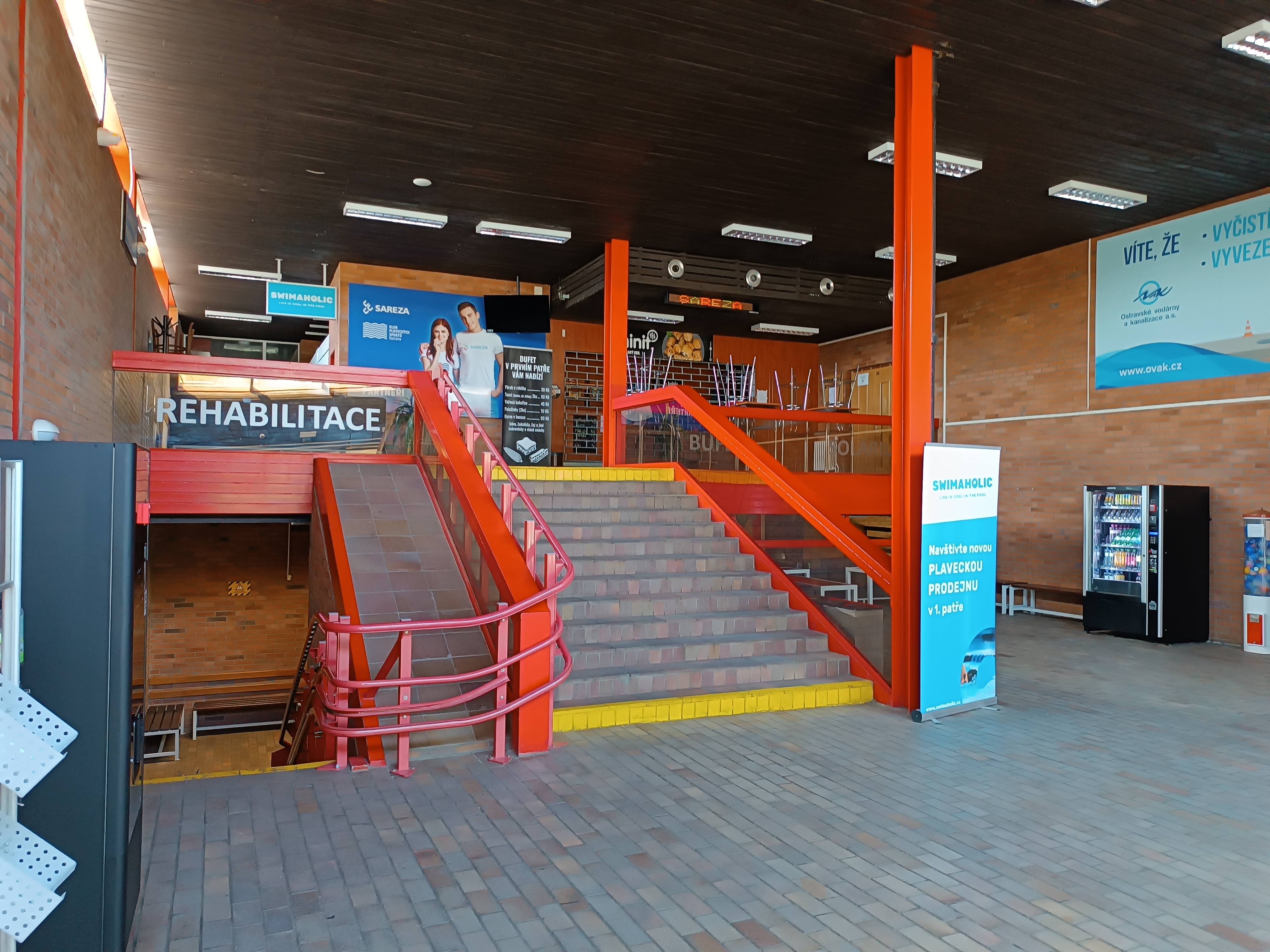
Vestibul objektu

Budova je architektonicky zasazena do svažitého terénu – ze severu působí jako přízemní objekt, zatímco na jižní straně odhaluje více podlaží. Konstrukčně je tvořena železobetonovým skeletem do úrovně bazénové vany, ve vyšších částech pokračuje ocelová nosná konstrukce s cihelnou vyzdívkou. Vstupní fasáda s dvoupodlažním vestibulemem směřuje k ulici Gen. Sochora. Interiér je charakteristický odkrytými ocelovými prvky natřenými červenou barvou a keramickým obkladem v cihlovém odstínu.[zdroj?]
Výrazným rysem stavby je začlenění uměleckých děl. Na terase před vstupem se nachází plastika Voda a my od sochaře Evžena Schollera. Ve vestibulu jsou dva nástěnné keramické reliéfy s orientačním plánkem objektu od autorek Marie Rychlíkové, Děvany Mírové a Lydie Hladíkové. Obklad stěny od stejných autorek pod názvem Rytmus pohybu byl odstraněn při modernizaci v roce 2016. V dětském vestibulu v nižším podlaží je k vidění barevná skleněná mozaika Dětský svět / Duhová brána vytvořená podle návrhu výtvarníka Stanislava Holého.[zdroj?]

## Provoz a modernizace
Hlavním prvkem areálu je vnitřní plavecký bazén o délce 50 m, šířce 21 m a hloubce od 1,2 do 3,7 m, s celkovým objemem 2500 m³. Součástí je skokanská betonová věž s odrazovými můstky ve výšce 1, 3 a 5 m. V objektu se dále nachází dětský bazén o rozměrech 6 × 12 m se skluzavkou, saunový svět, solární studio, fitcentrum a 108 m dlouhý tobogán s převýšením 11 m, který byl přistavěn v roce 2009.

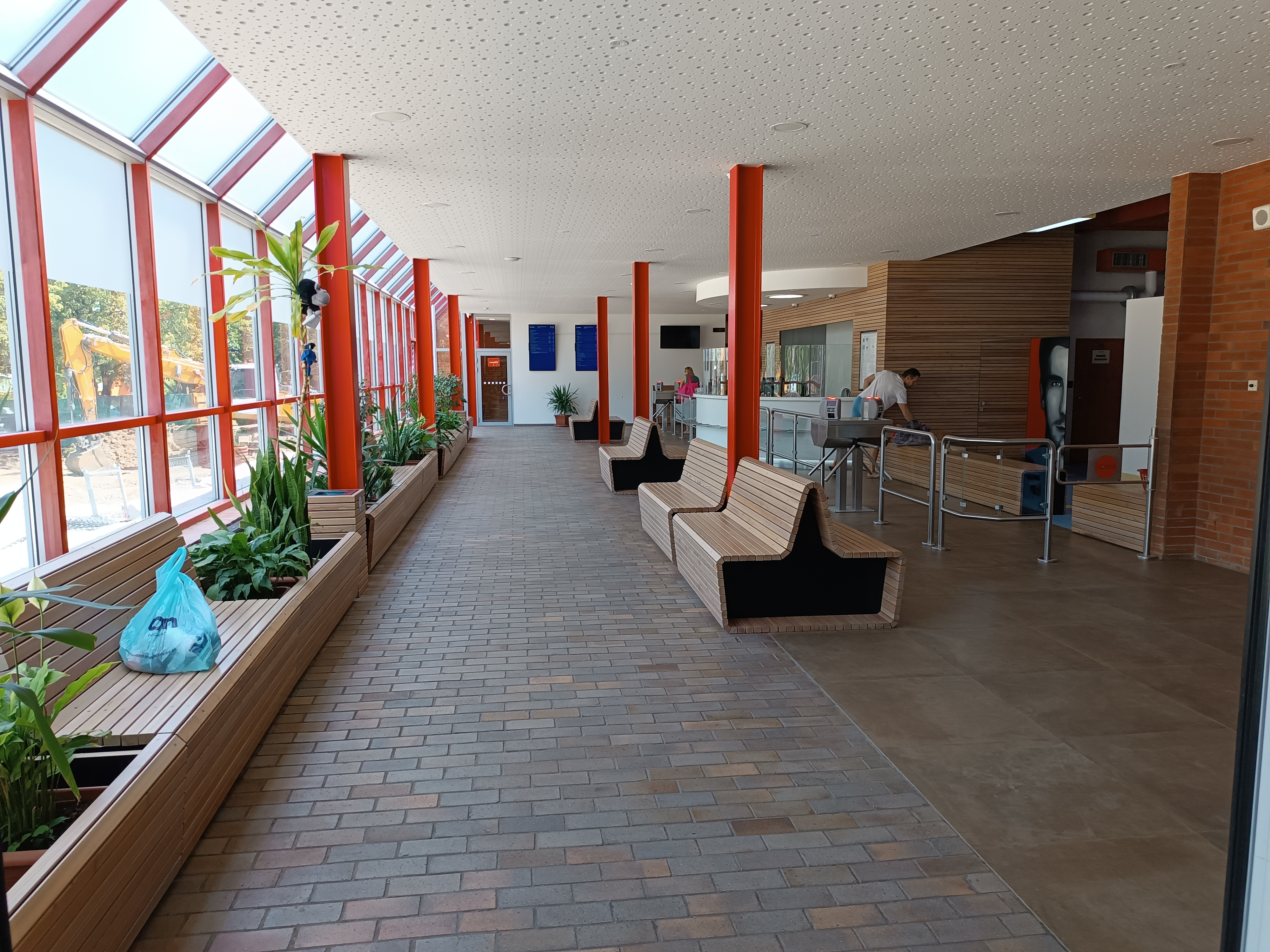
Prostor s pokladnami a vstupy do šaten

Ve venkovní části je celoročně provozovaný výplavový bazén (7 × 12 m) napojený na vnitřní prostory a relaxační letní bazén (12 × 16 m) doplněný o dětské brouzdaliště, hřiště na plážový volejbal a další atrakce. Oba nerezové bazény nahradily původní 25metrový venkovní bazén během rekonstrukce v roce 2016, kdy současně proběhla rozsáhlá modernizace technologií, zejména obnova vzduchotechniky a rekonstrukce vstupních prostor.
Do budoucna je plánováno další rozšíření venkovního areálu, které by mělo zahrnovat vybudování vodních relaxačních a sportovních ploch, vodních atrakcí (tobogán, skluzavky) a renovaci travnatých ploch.[zdroj?]
Průměrná roční návštěvnost zařízení činí přibližně 216 000 osob, za letní sezónu cca 110 000 osob.

## Sportovní akce
V areálu se pravidelně konají významné sportovní události. V roce 2022 se zde uskutečnil 10. ročník Halového mistrovství České republiky dračích lodí. Dlouhodobou tradici má také Velká cena Ostravy v plavání.

## Galerie

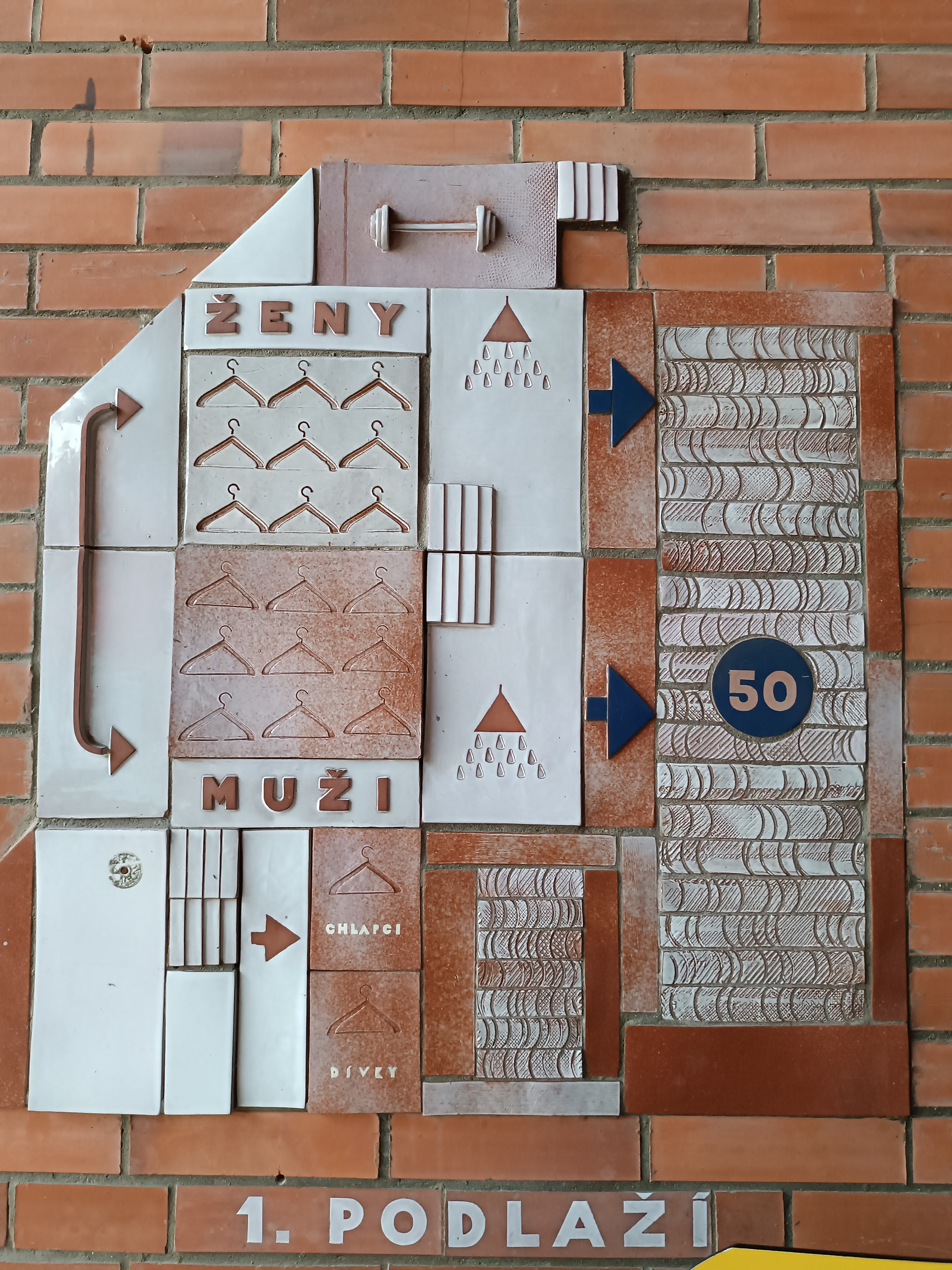
Keramický reliéfní plánek 1. podlaží
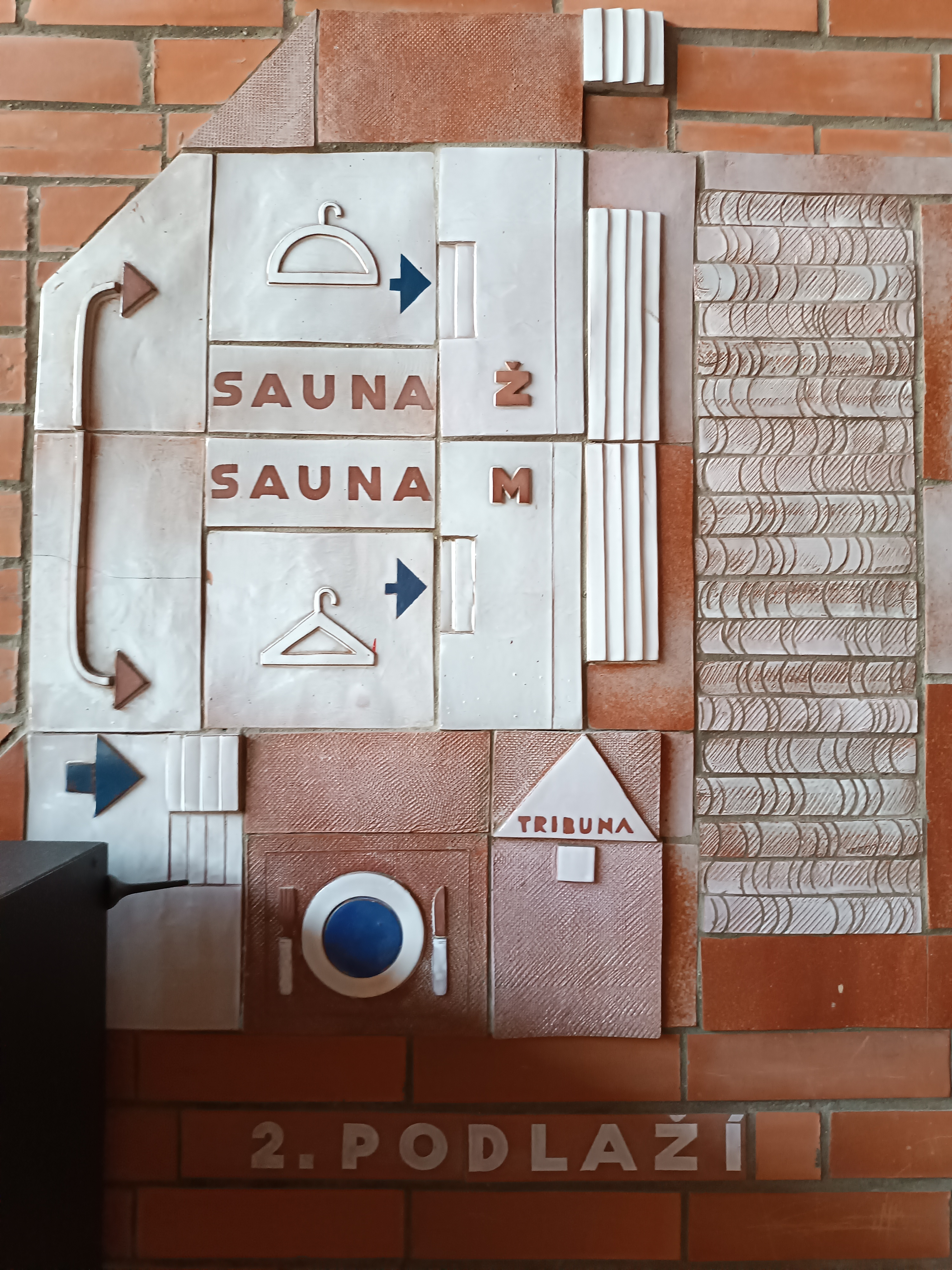
Keramický reliéfní plánek 2. podlaží
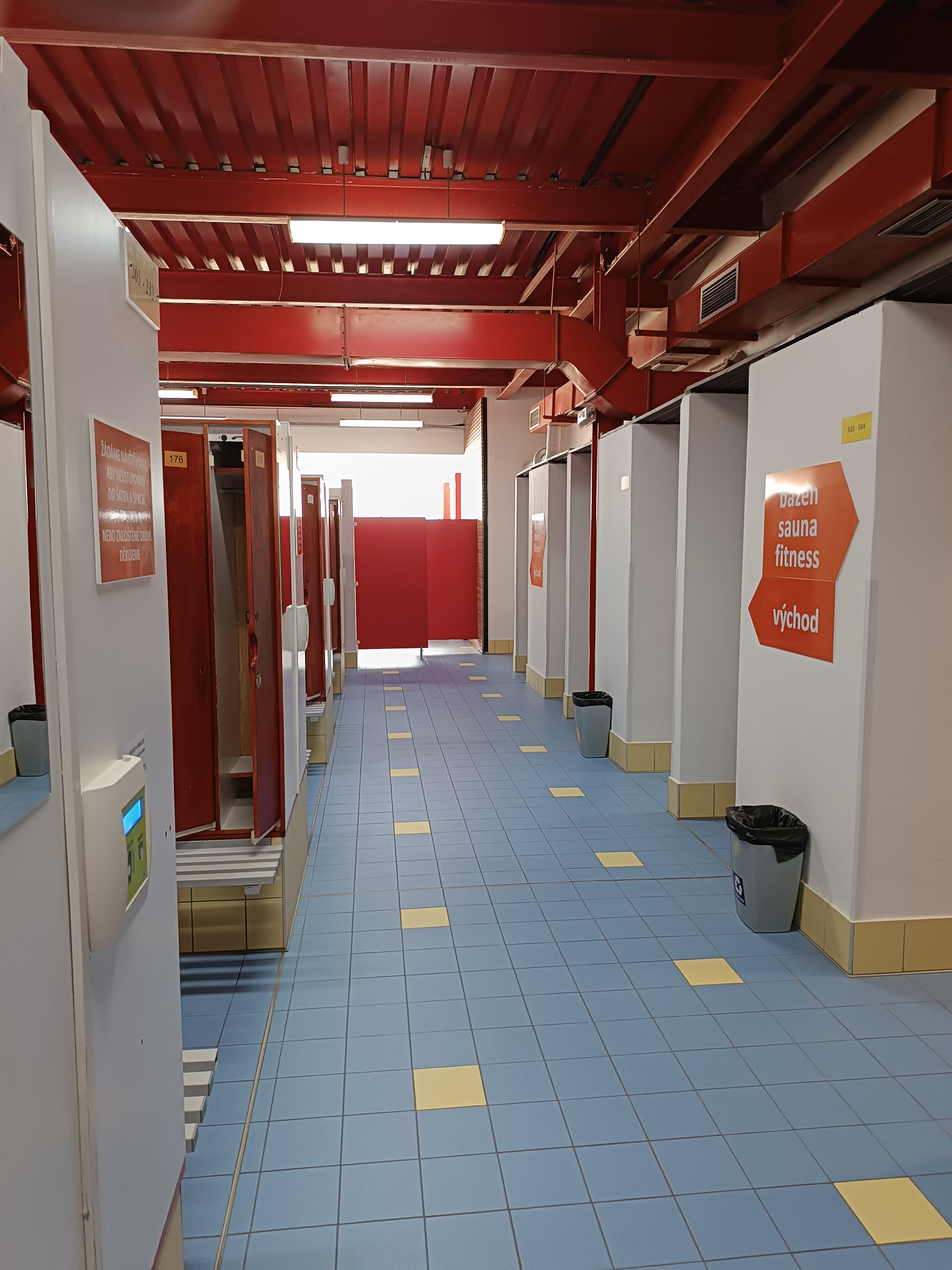
Pánské šatny (pohled k pokladnám)
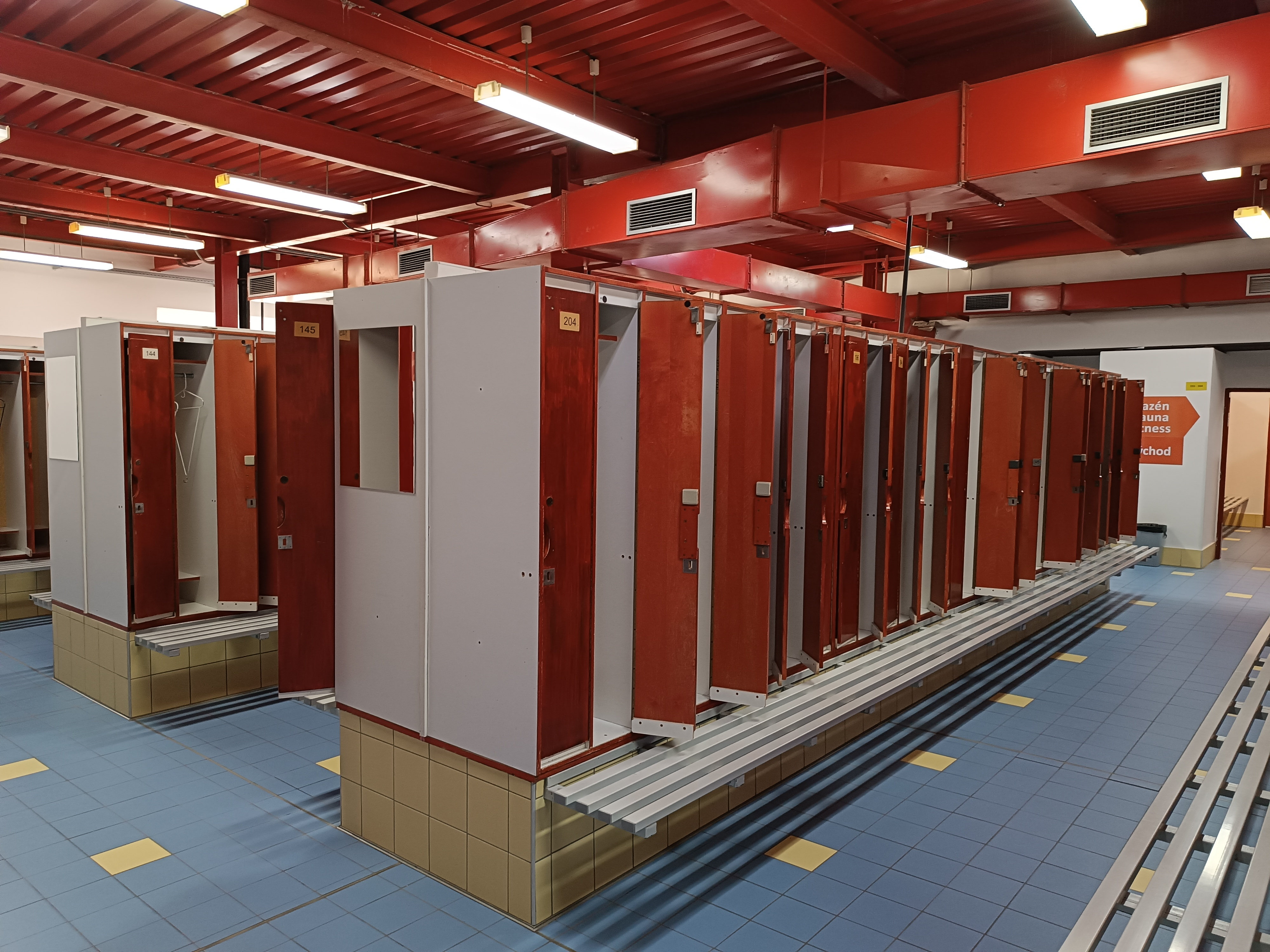
Pánské šatny
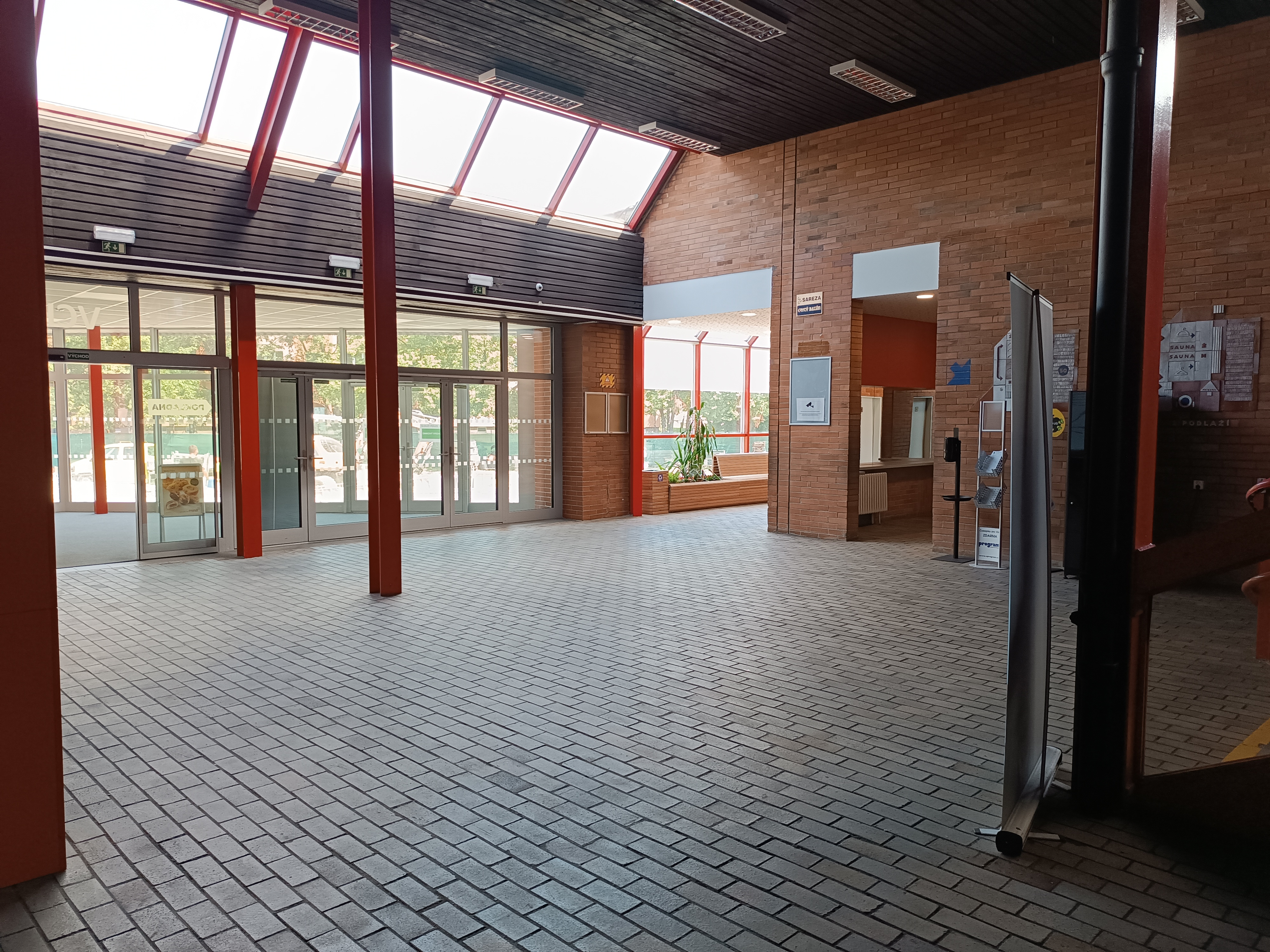
Vestibul
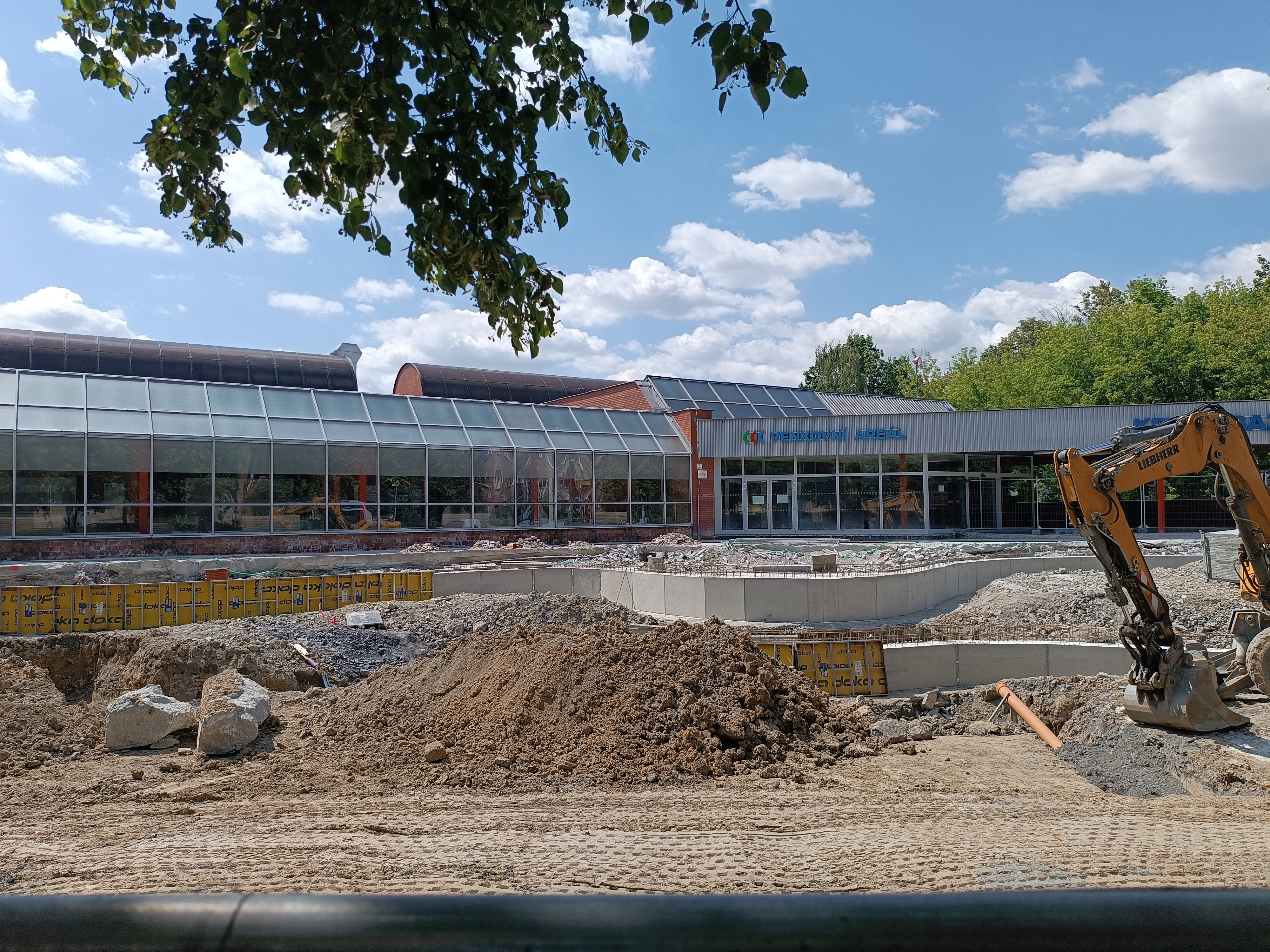
Rekonstrukce prostoru před bazénem